# Madrid Club de Fútbol Femenino
Madrid Club de Fútbol Femenino é um clube de futebol feminino da cidade de San Sebastián de los Reyes, na Comunidade de Madrid, Espanha, criado em 2010. Entrou na Segunda Divisão do Campeonato Espanhol na temporada 2013–14 e, a partir da temporada 2017–18, disputa a Primeira Divisão.